# العلاقات الأوغندية الإكوادورية
العلاقات الأوغندية الإكوادورية هي العلاقات الثنائية التي تجمع بين أوغندا والإكوادور.

## مقارنة بين البلدين
هذه مقارنة عامة ومرجعية للدولتين:
| وجه المقارنة                                              | أوغندا                        | الإكوادور                      |
| --------------------------------------------------------- | ----------------------------- | ------------------------------ |
| المساحة (كم2)                                             | 241.04 ألف                    | 283.56 ألف                     |
| عدد السكان (نسمة)                                         | 42.86 مليون                   | 16.62 مليون                    |
| الكثافة السكانية (ن./كم²)                                 | 177.81                        | 58.61                          |
| العاصمة                                                   | كامبالا                       | كيتو                           |
| اللغة الرسمية                                             | لغة إنجليزية، اللغة السواحلية | اللغة الإسبانية، كيشوا ‏، شوار ‏ |
| العملة                                                    | شيلينغ أوغندي                 | دولار أمريكي، سوكري إكوادوري   |
| الناتج المحلي الإجمالي (بليون دولار)                      | 25.89 مليار                   | 103.06 مليار                   |
| الناتج المحلي الإجمالي (تعادل القوة الشرائية) بليون دولار | 72.25 مليار                   | 185.24 مليار                   |
| الناتج المحلي الإجمالي الاسمي للفرد دولار أمريكي          | 705                           | 6.21 ألف                       |
| الناتج المحلي الإجمالي للفرد دولار أمريكي                 | 1.77 ألف                      | 11.37 ألف                      |
| مؤشر التنمية البشرية                                      | 0.483                         | 0.746                          |
| رمز المكالمات الدولي                                      | +256                          | +593                           |
| رمز الإنترنت                                              | .ug                           | .ec                            |
| المنطقة الزمنية                                           | ت ع م+03:00                   | 00                             |

## منظمات دولية مشتركة
يشترك البلدان في عضوية مجموعة من المنظمات الدولية، منها:
| علم المنظمة | اسم المنظمة                        | تاريخ انضمام أوغندا | تاريخ انضمام الإكوادور |
| ----------- | ---------------------------------- | ------------------- | ---------------------- |
|             | مؤسسة التنمية الدولية              | 27 سبتمبر 1963      | 7 نوفمبر 1961          |
|             | يونسكو                             | 9 نوفمبر 1962       | 22 يناير 1947          |
|             | وكالة ضمان الاستثمار متعدد الأطراف | 10 يونيو 1992       | 12 أبريل 1988          |
|             | الأمم المتحدة                      | 25 أكتوبر 1962      | 21 ديسمبر 1945         |
|             | الفريق المعني برصد الأرض           | ?                   | ?                      |
|             | الاتحاد البريدي العالمي            | ?                   | ?                      |
|             | البنك الدولي للإنشاء والتعمير      | 27 سبتمبر 1963      | 28 ديسمبر 1945         |
|             | الاتحاد الدولي للاتصالات           | 8 مارس 1963         | 17 أبريل 1920          |
|             | منظمة حظر الأسلحة الكيميائية       | ?                   | ?                      |
|             | مؤسسة التمويل الدولية              | 27 سبتمبر 1963      | 20 يوليو 1956          |
|             | منظمة التجارة العالمية             | ?                   | ?                      |
|             | منظمة الشرطة الجنائية الدولية      | ?                   | ?                      |

## وصلات خارجية
- موقع وزارة الخارجية الأوغندية
- موقع وزارة الخارجية الإكوادورية